# Song for a Dream
«Song for a Dream» es una canción del grupo musical francés Indochine. Es el cuarto sencillo del decimotercer álbum de la banda, 13.
A diferencia de los otros sencillos del álbum, su clip fue lanzado al mismo tiempo que su lanzamiento de radio, el 13 de septiembre de 2018, es decir, 1 año y 5 días después del lanzamiento del álbum.
La canción evoca la búsqueda de un ideal. El video musical fue filmado en Chile.

## Video musical
Una joven pareja huye de la ciudad. Tras la falla de su automóvil, vagan por las estribaciones de la Cordillera de los Andes, en busca de un lugar para criar a su hijo por nacer.

## Posicionamiento en listas

### Semanales
| Listas (2018)                           | Mejor posición |
| --------------------------------------- | -------------- |
| Bélgica (Ultratop 50 Singles (Valonia)) | 45             |
| Francia (SNEP - Ventes hors streaming)  | 2              |